# Chronik der Stadt München/1801–1900
Diese Liste ist eine Teilliste der Chronik der Stadt München. Sie listet Ereignisse der Geschichte Münchens aus dem 19. Jahrhundert auf.

## 1802
- 28. April: Abschaffung des Brezenreiters

## 1804
- Bezug der Hofgartenkaserne

## 1805
- 25. September: Bogenhausener Vertrag zwischen dem Kurfürstentum Bayern und dem Kaisertum Frankreich

## 1806
- Errichtung der Lehel-Kaserne

## 1807
- Eröffnung des Viktualienmarktes

## 1808
- 25. Juli: erste urkundliche Erwähnung der Einöde Steinhausen
- Gründung der Akademie der Bildenden Künste München

## 1810
- Mai: Franz Paul von Mittermayr wird Erster Bürgermeister von München
- 17. Oktober: 1. Münchner Oktoberfest zur Hochzeit von Ludwig I. mit Therese von Sachsen-Hildburghausen

## 1812
- 14. Dezember: erstmalige Bezeichnung des äußeren Anger-, Hacken- und Kreuzviertels als Isarvorstadt, Ludwigsvorstadt und Maxvorstadt sowie des Lehels (des äußeren Graggenauer Viertels) als St-Anna-Vorstadt.

## 1816
- 14. April: Vertrag von München zwischen dem Königreich Bayern und dem Kaisertum Österreich

## 1817
- Abriss des Schwabinger Tors
- Errichtung des Erzbistums München und Freising
- Fertigstellung der Neuen Isarkaserne

## 1818
- 12. Oktober: Eröffnung des Nationaltheaters
- Wiedererrichtung des Münchner Magistrats

## 1819
- Gründung der Bibliothek des Bayerischen Landtags

## 1821
- Lothar Anselm von Gebsattel wird Erzbischof von München und Freising

## 1823
- 14: Januar: Brand des Nationaltheaters
- Gründung des Kunstvereins München
- Gründung der Königlichen Baugewerksschule

## 1825
- Gründung der Galerie Wimmer

## 1826
- Das Herzogliche Georgianum  kommt nach München
- Die Ludwig-Maximilians-Universität München kommt nach München
- Fertigstellung des Bazars

## 1830
- Münchner Weihnachtstumulte
- Beginn der Feldmüllersiedlung

## 1833
- Fertigstellung des Obelisken am Karolinenplatz

## 1834
- Beginn des Klinikums rechts der Isar

## 1835
- Gründung der Abtei St. Bonifaz

## 1836
- Josef von Teng wird zum 1. rechtskundigen Bürgermeister gewählt
- Die Alte Pinakothek wird fertiggestellt

## 1838
- 22. Januar: Jakob Bauer wird zum 1. rechtskundigen Bürgermeister gewählt

## 1839
- 25. August: Eröffnung der Bahnstrecke München–Lochhausen der München-Augsburger Eisenbahn-Gesellschaft als erste Münchner Eisenbahn
- 1. September: Betriebsaufnahme des ersten Münchner Bahnhofs auf dem Marsfeld

## 1840
- Einweihung der Mariahilfkirche
- Gründung der Bürger-Sänger-Zunft München

## 1841
- Fertigstellung des Hotels Bayerischer Hof

## 1842
- Abriss des Vorderen Schwabinger Tors

## 1843
- Gründung der Bayerischen Staatssammlung für Paläontologie und Geologie

## 1844
- Einweihung der Ludwigskirche
- Fertigstellung der Feldherrnhalle
- Münchner Bierrevolution

## 1845
- Juli: Einrichtung des Bahmamtes München als Vorläufer der Reichsbahndirektion München
- Der Münchner Magistrat beschließt auf Wunsch König Ludwigs I. die Anlage einer Stadtchronik, die bis 1818 zurückgearbeitet wird.
- Gründung des Christian Kaiser Verlags

## 1846
- Karl August von Reisach wird Erzbischof von München und Freising
- Gründung der Hochschule für Musik und Theater

## 1848
- 15. Juli: Gründung des Münchner Turnvereins, des Vorläufers des TSV 1860 München
- Erstes Erscheinen der Münchner Neuesten Nachrichten
- Erste Ausgabe der Satirezeitschrift Münchener Punsch

## 1849
- 1. Oktober: Eröffnung des Empfangsgebäudes des Centralbahnhofs München
- Verbot des Münchner Turnvereins wegen „republikanischer Umtriebe“

## 1850
- Einweihung der Bavaria
- Dezember: Installation der ersten 1.000 Gaslaternen in der Altstadt

## 1852
- Einweihung des Siegestors

## 1853
- Abbruch des Falkenturms

## 1854
- 15. Juli: Eröffnung der Ersten Allgemeinen Deutschen Industrieausstellung
- 21. Mai: Eröffnung der Bahnstrecke München–Starnberg mit dem Pasinger Bahnhof
- 24. Juni: Eröffnung der Bahnstrecke München–Großhesselohe
- 25. Oktober: Kaspar von Steinsdorf wird zum Ersten Bürgermeister
- Eingemeindung der Gemeinden Au, Giesing und Haidhausen in die Stadt München

## 1855
- Gründung des Bayerischen Nationalmuseums

## 1856
- 3. August: Gregor von Scherr wird Erzbischof von München und Freising
- Fertigstellung des Kapuzinerklosters St. Anton

## 1857
- 1. Januar: Gründung der Königlich Bayerischen Artillerie- und Ingenieur-Schule
- 22. Februar: Erfindung der Weißwurst
- 31. Oktober: Eröffnung der Bahnstrecke Großhesselohe–Holzkirchen mit der ersten Großhesseloher Brücke

## 1858
- 3. November: Eröffnung der Bahnstrecke München–Landshut

## 1860
- 17. Mai: Neugründung des TSV 1860 München

## 1864
- Enthüllung des Denkmals für Kurfürst Max Emanuel
- Gründung des Albert-Einstein-Gymnasiums
- Eingemeindung der Gemeinde Ramersdorf in die Stadt München

## 1865
- Eröffnung des Staatstheaters am Gärtnerplatz
- Fertigstellung der Maximilian-II-Kaserne

## 1867
- 14. November: Eröffnung der Bahnstrecke München–Ingolstadt
- Baubeginn des Neuen Rathauses
- Eröffnung des Bahnhofs Feldmoching

## 1868
- Gründung der Königlichen Kunstgewerbeschule
- Gründung der Technischen Universität München

## 1869
- Aufstellung des I. Königlich Bayerischen Armee-Korps
- Gründung der Schwesternschaft München

## 1870
- Alois von Erhardt wird zum Ersten Bürgermeister gewählt

## 1871
- 1. Januar: Inbetriebnahme des ersten Bauabschnitts der Centralwerkstätte München
- 15. März: Eröffnung der Bahnstrecke München–Rosenheim mit dem Südbahnhof, dem Ostbahnhof und dem Bahnhof Trudering
- 1. Mai: Eröffnung der Bahnstrecke München–Simbach mit dem Bahnhof Riem
- Die Satirezeitschrift Münchener Punsch wird eingestellt.

## 1872
- Abriss des Kosttors

## 1873
- 1. Mai: Eröffnung der Bahnstrecke München–Buchloe
- 4. Dezember: Benennung des Gebiets westlich der Ludwigsvorstadt als Schwanthalerhöhe
- Gründung der Künstlergesellschaft Allotria

## 1874
- Fertigstellung des Maximilianeums

## 1875
- Enthüllung des Maxmonuments

## 1876
- 21. Oktober: Eröffnung der ersten Trambahnstrecke (Pferdetram) Promenadeplatz – Nymphenburger Straße/Maillingerstraße

## 1877
- Einweihung von St. Markus
- Eingemeindung der Gemeinde Sendling in die Stadt München

## 1878
- Anton von Steichele wird Erzbischof von München und Freising
- Eröffnung des Schlachthofs

## 1880
- Errichtung der Pasinger Mariensäule
- Beginn der Villenkolonie Neuwittelsbach

## 1881
- 18. Februar: Eskimotragödie, Brandkatastrophe im Münchner Fasching

## 1882
- Einweihung der Alten Synagoge Ohel Jakob
- Gründung des Münchner Künstlerinnenvereins
- Gleichstromfernübertragung Miesbach–München
- Fertigstellung des Palais Crailsheim

## 1883
- 9. Juni: Eröffnung der Dampfstraßenbahn vom Hauptbahnhof nach Nymphenburg
- 3. Dezember: Gründung des Eissportvereins Münchener EV
- Gründung der Bäckerei Rischart

## 1884
- Gründung des Klinikums München Pasing

## 1885
- Erste Ausgabe der Zeitschrift Die Gesellschaft

## 1886
- Eröffnung der elektrischen Ungererbahn (Straßenbahn)

## 1887
- 9. Februar: Gründung der Lokalbahn Aktien-Gesellschaft
- 16. September: Einweihung der Alten Hauptsynagoge
- Gründung des Königlichen Luitpold-Gymnasiums, ab 1918 Neues Realgymnasium.

## 1888
- 31. Juli: Elefantenkatastrophe, Massenpanik aufgrund entlaufener Elefanten
- Gründung des Münchner Stadtmuseums
- Johannes von Widenmayer wird zum Ersten Bürgermeister gewählt
- Deutsch-nationale Kunstgewerbeausstellung

## 1889
- 24. März: Antonius von Thoma wird Erzbischof von München und Freising
- 1. November: Eröffnung des Wiener Markts

## 1890
- Einweihung des Denkmals für Franz Xaver Gabelsberger
- 15. Mai: Eröffnung des Volksgartens Nymphenburg
- Gründung der Gesellschaft für modernes Leben
- Eingemeindung der Gemeinde Neuhausen und der Stadt Schwabing

## 1891
- 10. Juni: Eröffnung des Abschnittes Thalkirchen–Ebenhausen der Isartalbahn
- 11. Oktober: Einweihung der Kirche Maria Rosenkranzkönigin  in Pasing
- Gründung der Königliche Luitpold-Kreisrealschule, heute Luitpold-Gymnasium

## 1892
- 1. Januar: Eingemeindung der Gemeinde Bogenhausen in die Stadt München
- 10. April: Eröffnung des Abschnittes München Isartalbahnhof–Thalkirchen der Isartalbahn
- Mai: Eröffnung des Rotkreuzklinikums München
- 28. September: Verlegung der Bahnstrecke München–Landshut zwischen München und Feldmoching
- 1. Dezember: Eröffnung des Bahnhofs Moosach
- Beginn der Villenkolonie Pasing I

## 1893
- 20. Januar: Gründung der Narrhalla
- 1. Mai: Wilhelm Ritter von Borscht wird Bürgermeister
- 1. Mai: Eröffnung des Rangierbahnhofs Laim
- Gründung der Münchner Philharmoniker

## 1894
- Eröffnung der Justizvollzugsanstalt München
- Die Zeitschrift Der Kunstwart erscheint in München

## 1895
- Enthüllung des Wittelsbacher Brunnens am Lenbachplatz
- Gründung der Augenklinik Herzog Carl Theodor
- Fertigstellung der Kirche St. Anton

## 1896
- 4. April: Erste Ausgabe des Simplicissimus
- Eröffnung des Deutschen Theaters
- Einweihung der Lukaskirche
- Erste Ausgabe der Zeitschrift Jugend

## 1897
- 17. Oktober: Gründung des Süddeutschen Fußball-Verbands
- Franz Joseph von Stein wird Erzbischof von München und Freising
- Fertigstellung des Justizpalasts
- Bau der Richard-Wagner-Straße (München)
- Beginn der Villenkolonie Pasing II
- Bau der Gerner Brücke

## 1898
- 6. April: Gründung der Vereinigten Werkstätten für Kunst im Handwerk
- 10. Oktober: Eröffnung der Bahnstrecke München Ost–Deisenhofen mit dem Giesinger Bahnhof
- Gründung des Nudelherstellers Bernbacher

## 1899
- September: Das Hochwasser von 1899 führt zu erheblichen Schäden im Stadtgebiet
- Abriss der Hofgartenkaserne
- Abriss der Seidenhauskaserne
- Enthüllung des Friedensengels
- Gründung des Vereins gegen betrügerisches Einschenken
- Eröffnung des Klinikums Harlaching
- Eröffnung der Zentrallände
- Eingemeindung der Gemeinde Nymphenburg in die Stadt München

## 1900
- Einweihung des Künstlerhauses am Lenbachplatz
- 27. Februar: Gründung des FC Bayern München
- 14. Juli: Einstellung des Dampfbahnbetriebes
- Gründung der Staatlichen Fachakademie für Fotodesign
- Eingemeindung der Gemeinden Thalkirchen und Laim in die Stadt München